# Szymon Dębski
Szymon Dębski (ur. 20 listopada 1995) – polski lekkoatleta, średniodystansowiec.
7 września 2013 w Krakowie sztafeta Wawelu Kraków w składzie: Szymon Dębski, Marcin Zemła, Dawid Waloski i Adam Czerwiński ustanowiła pierwszy w historii rekord Polski w sztafecie 4 × 800 metrów – 7:48,41.

## Rekordy życiowe
- Bieg na 800 metrów – 1:55,08 (2012)